# Le Rêve d'un fumeur d'opium
Le Rêve d'un fumeur d'opium és un curtmetratge mut francès del 1908 acreditat i protagonitzat per Georges Méliès. Va ser venut per la Star Film Company de Méliès i està numerat del 1081 al 1085 als seus catàlegs.

## Trama
En un cau d'opi, un assistent ofereix a un cavaller ben vestit una pipa d'opi. El cavaller somia que és a casa i que la seva dona i la seva criada li estan abocant un gran got de cervesa. Tanmateix, abans que pugui beure-la, la cervesa vola cap amunt per la finestra cap a Febe, la deessa de la Lluna, asseguda a la seva mitja lluna al cel. El somni canvia per imaginar la cara de la Lluna volant pel cel, per trobar-se amb el got de cervesa mentre viatja per l'espai.
El somni torna al menjador del cavaller, on intenta prendre una copa amb Febe i coquetejar amb ella. No obstant això, primer el got de cervesa, després la mateixa Febe, salten màgicament per l'habitació, esquivant els intents de control del senyor. Així com el cavaller creu que ha perseguit Febe als seus braços, ella es converteix en un pallasso grotesc. El pallasso es burla del cavaller frenètic mentre el somni arriba a un final brusc.

## Producció
A la pel·lícula, Méliès interpreta a l'assistent de l'opi xinès, i una mademoiselle Bodson interpreta a la criada. Una anàlisi en una guia del Centre National de la Cinématographie (CNC) de les pel·lícules de Méliès conclou que probablement la pel·lícula va ser supervisada per un company de Méliès, un actor conegut com a Manuel. No obstant això, presenta tant Méliès com diversos motius comuns a les pel·lícules anteriors de Méliès; per exemple, aquí com en altres llocs de la filmografia de Méliès, la Lluna es personifica com una dona bella i un cap que fa ganyotes.
Els efectes especials de la pel·lícula es van crear amb maquinària escènica, paisatges ondulants, escamoteigs, exposició múltiple i fosa.
L'anàlisi del CNC assenyala que tot i que aquest títol suggereix Dream of a Rarebit Fiend, una pel·lícula de trucs estatunidenca de 1906 de Edwin S. Porter, les trames són completament diferents. La pel·lícula de Porter, en canvi, implica fortament una influència de Méliès, sobretot recordant L'Auberge ensorcelée (1897) i L'Auberge du bon repos (1903).
Sobreviu una impressió de la pel·lícula, tot i que pot ser que falti una secció al final.